# Notre-Dame de Santa Cruz

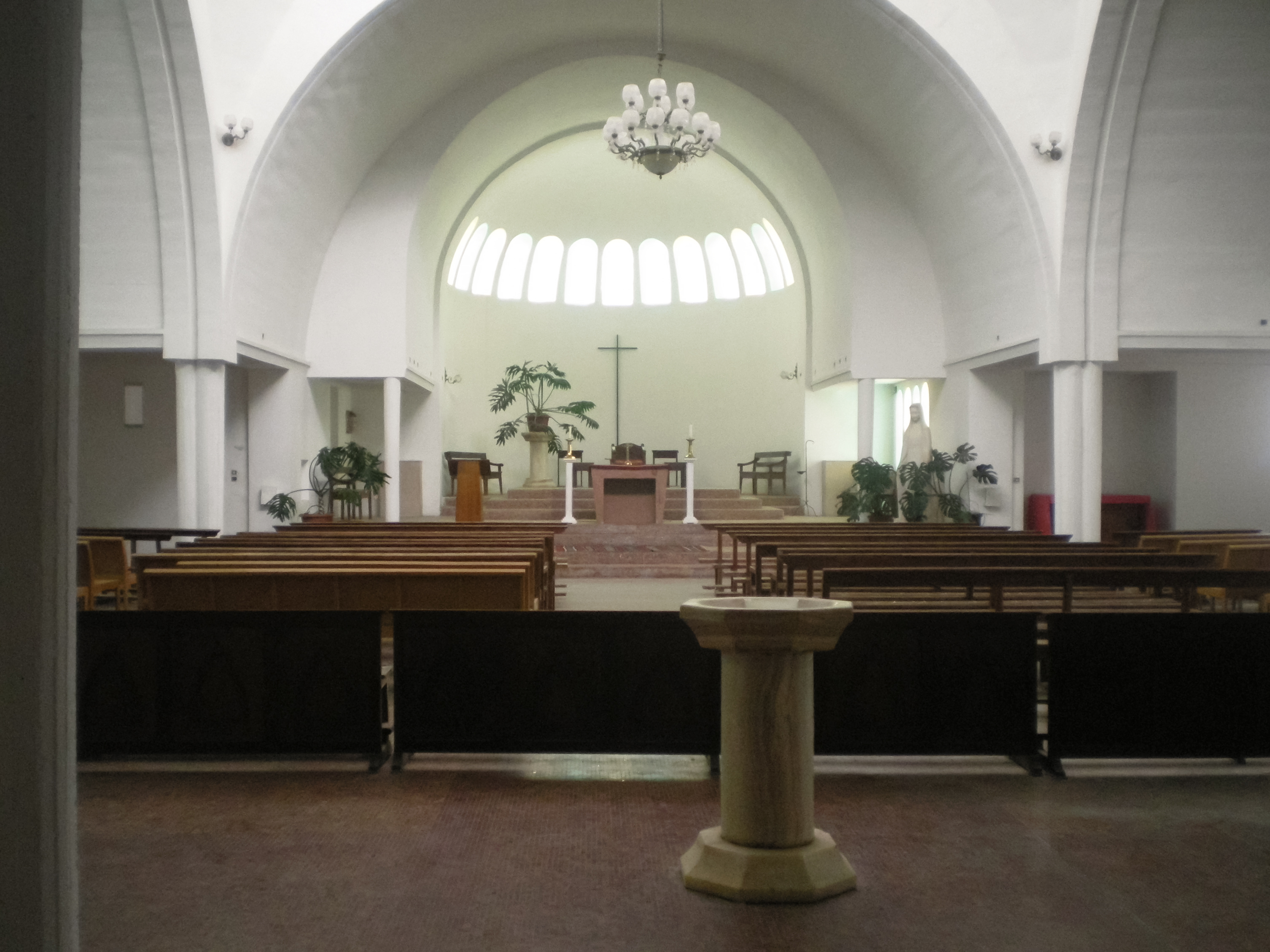
Interno della chiesa

Il santuario di Notre-Dame de Santa Cruz si trova ad Orano, in Algeria, sulla cima dell'Aïdour nei pressi del Forte di Santa-Cruz. Ha funzione di cattedrale della diocesi di Orano.

## Storia
Una piccola cappella con all'interno una statua della Vergine Maria fu eretta nel 1850, dopo la terribile epidemia di colera del 1849 che aveva mietuto centinaia di vittime al giorno: per questo fu dedicata a Nostra Signora della Salute. Fu ricostruita nel 1851, in seguito al crollo della cripta. Mons. Callot, il primo vescovo di Oran (1867-1875), voleva costruire una chiesa più dignitosa di questo piccolo oratorio: sul nuovo campanile, la cui prima pietra fu posata 10 febbraio 1873, viene posta una statua della Vergine, una replica di quella della Basilica di Notre-Dame de Fourvière a Lione. La campana della torre, dal peso di 1178 kg e fusa nelle fonderie Burdin a Lione, fu installata il 4 luglio 1874.
Nel 1950 inizia la costruzione della chiesa su progetto dell'architetto LeSaint (saranno presenti un chiostro e una cupola basilica romanica leggermente schiacciato) in presenza dell'arcivescovo Roncalli, nunzio apostolico, e futuro papa Giovanni XXIII. Il progetto, approvato dalla Marina, andava a sostituire quello più grandioso ideato dal vescovo di Orano monsignor Durand nel 1942. L'Ammiragliato si era formalmente opposto alla prima bozza, che sfigurava il profilo del collina.

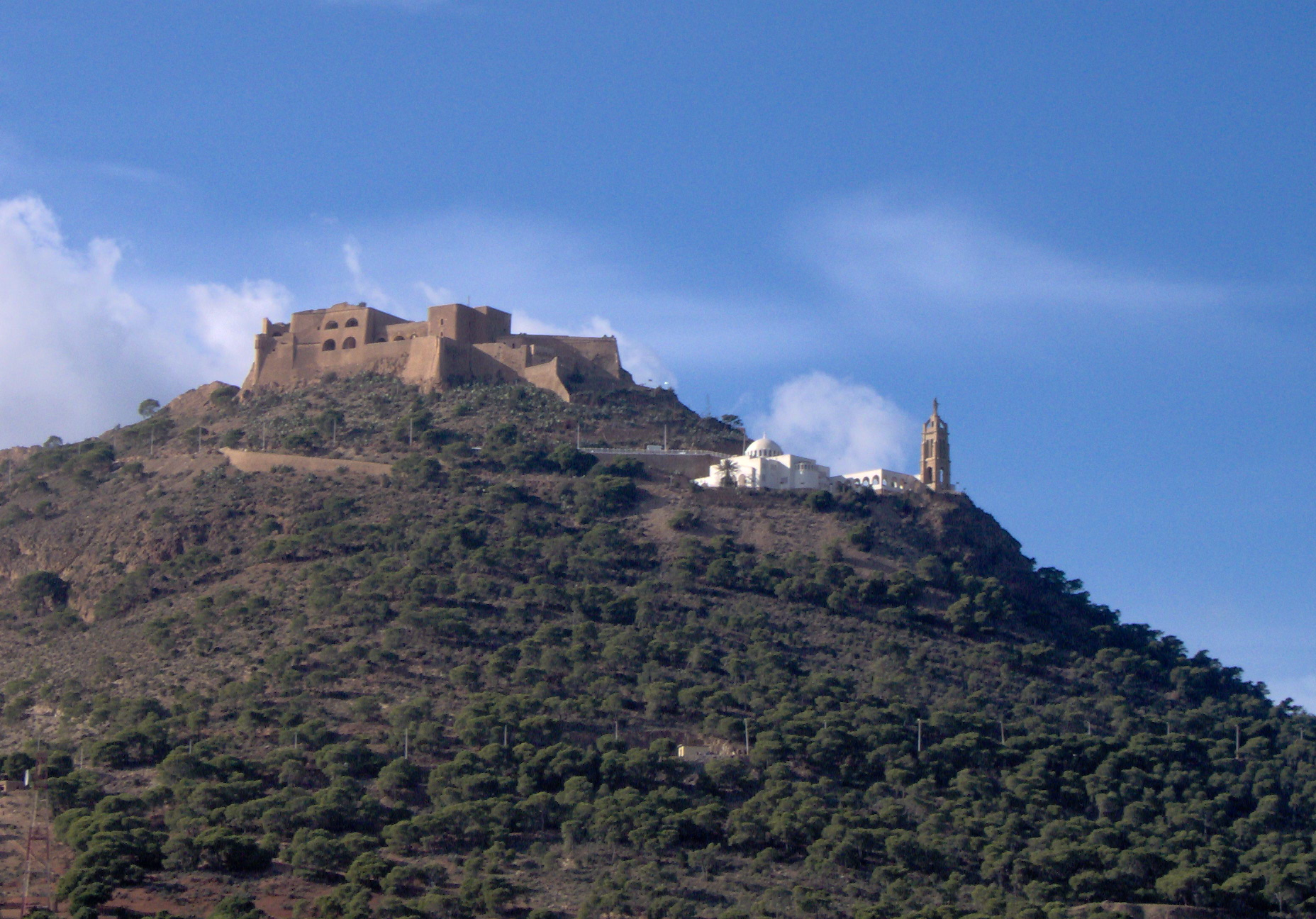
Il profilo dell'Aidou con il forte e la chiesa

L'ex cappella ai piedi del campanile fu demolita nel 1951 all'inizio della costruzione del chiostro, che terminò nel 1956. Domenica 3 maggio 1959, il vescovo di Oran Bertrand Lacaste benedisse solennemente la prima pietra della basilica; era un'antica stele cristiana di Albulae (oggi ʿAyn Temūshent). La basilica fu completata all'inizio di novembre dello stesso anno e aperta al culto l'8 novembre 1959.
Fin dall'erezione della prima cappella, oltre un secolo e mezzo fa, Notre-Dame de Santa Cruz attira molti fedeli e curiosi, in ringraziamento per la sua intercessione nel fermare l'epidemia di colera del 1849 o perché il sito offre una vista straordinaria della baia e della città di Orano ad est, e sulla baia di Mers-el-Kébir a nord-ovest.
La cappella è un monumento nazionale il 17 dicembre 2008.
L'8 dicembre 2018 qui si svolse la beatificazione del vescovo di Orano Pierre Claverie e di altri 18 martiri di Algeria, celebrante il cardinal Giovanni Angelo Becciu, prefetto della Congregazione delle cause dei santi.